# Appimandoum
Appimandoum  est une localité située au nord-est de la Côte d'Ivoire, et appartenant au département de Bondoukou, dans la Région du Zanzan.
La localité d'Appimandoum est un chef-lieu de commune et de sous-préfecture.
La sous-préfecture d'Appimandoum comprend treize villages et dix campements. La population est estimée à plus de 13 000 habitants.
Elle est cosmopolite et fait frontière avec le Ghana, située à 20 km. Riche dans sa diversité culturelle, ethnique et religieuse, la ville d'Appimandoum est dotée d'un collège moderne qui fonctionne depuis la rentrée scolaire 2012-2013.